# Derek Carrier
Derek Carrier (Edgerton, 25 luglio 1990) è un giocatore di football americano statunitense che milita nel ruolo di tight end per i Las Vegas Raiders della National Football League (NFL).

## Carriera professionistica

### Oakland Raiders
Dopo il college, Carrier al Draft NFL 2012 non venne selezionato, ma il 10 maggio 2012 firmò con gli Oakland Raiders. Il 31 agosto venne svincolato.

### Philadelphia Eagles
L'11 settembre 2012, Carrier firmò per far parte della squadra di allenamento dei Philadelphia Eagles. Il 25 agosto 2013 fu svincolato.

### San Francisco 49ers
Il 3 settembre 2013, Carrier firmò coi San Francisco 49ers concludendo la seconda stagione da professionista con le prime cinque presenze in carriera, senza far registrare alcuna ricezione. 

### Washington Redskins
Nel 2015, Carrier fu scambiato con i Washington Redskins. Quell'anno divenne stabilmente titolare ricevendo 17 passaggi per 141 yard e il primo touchdown in carriera nella quinto turno contro gli Atlanta Falcons.